# Dodge Aspen
El Dodge Aspen, producido a partir de 1976 y hasta 1980, era un coche compacto estadounidense fabricado por Chrysler, vendido por las divisiones Dodge y Plymouth. La versión de la marca Plymouth se denominó Plymouth Volaré. Se lanzó como un cupé de dos puertas, un sedán de cuatro puertas, y un único familiar. Al final de su ciclo de producción, el Aspen y el Volaré se consideraban coches intermedios.

## Historia
El Dodge Aspen y su gemelo Plymouth Volaré se introdujeron en el otoño de 1975 como modelos 1976, y fueron nombrados colectivamente por Motor Trend «Coche del Año» para 1976. Eran los sucesores del Plymouth Valiant, Duster, y Dodge Dart. El Dart, Valiant y Duster se vendieron junto con el Aspen y Volare en el año 1976, para cesar posteriormente su producción.
El Aspen y Volaré se produjeron durante 5 años de 1976 a 1980. Para 1981, fueron reemplazados por unos más pequeños de tracción delantera K-cars - el Dodge Aries y el Plymouth Reliant - que eran muy similares en estructura, tamaño, y la ingeniería del Aspen y Volare.
El Aspen y Volaré fueron diseñados para ser algo más lujoso que las plataformas A, al menos en los modelos más caros. Los coches nuevos también siguieron la plataforma A de distancias entre ejes diferentes para cupés, frente a los sedanes y los familiares.
El dúo Aspen/Volaré también habían mejorado su visibilidad y comparado con otros compactos de Dodge y Plymouth, ofrecieron un aumento superficie acristalada total de 25% en los modelos de dos puertas y un 33% en los sedanes.
El Aspen y Volare fueron producidos bajo esos nombres por 5 años entre 1976 al 1980. Los coches fueron entonces ajustados (sobre todo en la superficie) y rebautizados como Dodge Diplomat, Chrysler New Yorker / Fifth Avenue, y Plymouth Gran Fury, y con un Imperial similar. Los nuevos vehículos tuvieron un rango de precios mucho más altos, con un tren motriz, suspensión, y carrocería casi idéntico, ya que, en 1981, el nivel de los coches de entrada cambia la tracción delantera de Dodge Aries y Plymouth Reliant. Ambos logrando tener casi tanto espacio interior y en el maletero como el Volare.

## Station Wagons

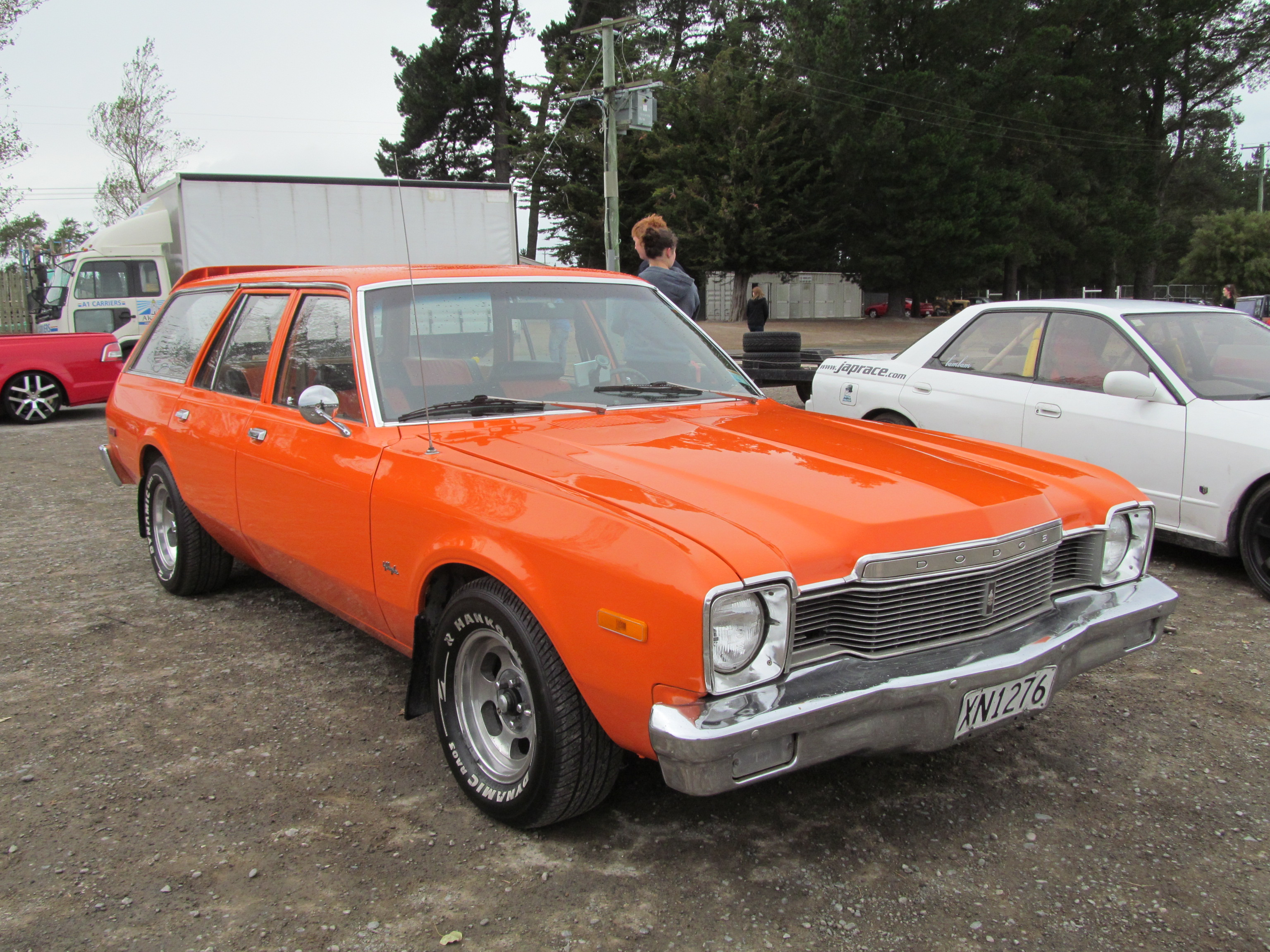
1977 Dodge Aspen Station Wagon

Los Station wagons estaban disponibles en ambas variantes de modelos, todos liftgates se ofrecían con cristales traseros fijos. Estos modelos tenían un volumen de carga de 71.9 pies cúbicos (2,04 m³) y capacidad de carga de 1.100 libras (500 kg), que fue de 100 libras (45 kg) menor que el tamaño estándar que los demás Chrysler Wagon intermedios. La apertura de la compuerta levadiza era casi 4 de ancho pies (1,2 m) y 27.6 en (70 cm) de alto. Con el asiento trasero plegado, el área de carga fue de 74 in (190 cm) de largo en la línea de la cintura y 43.2 en (110 cm) de ancho entre las ruedas. Los station wagon Premium, ya sea en el Aspen SE o una serie Volaré Premier destacados simulan vetas de la madera en sus paneles laterales exteriores.

## Aspen 1976

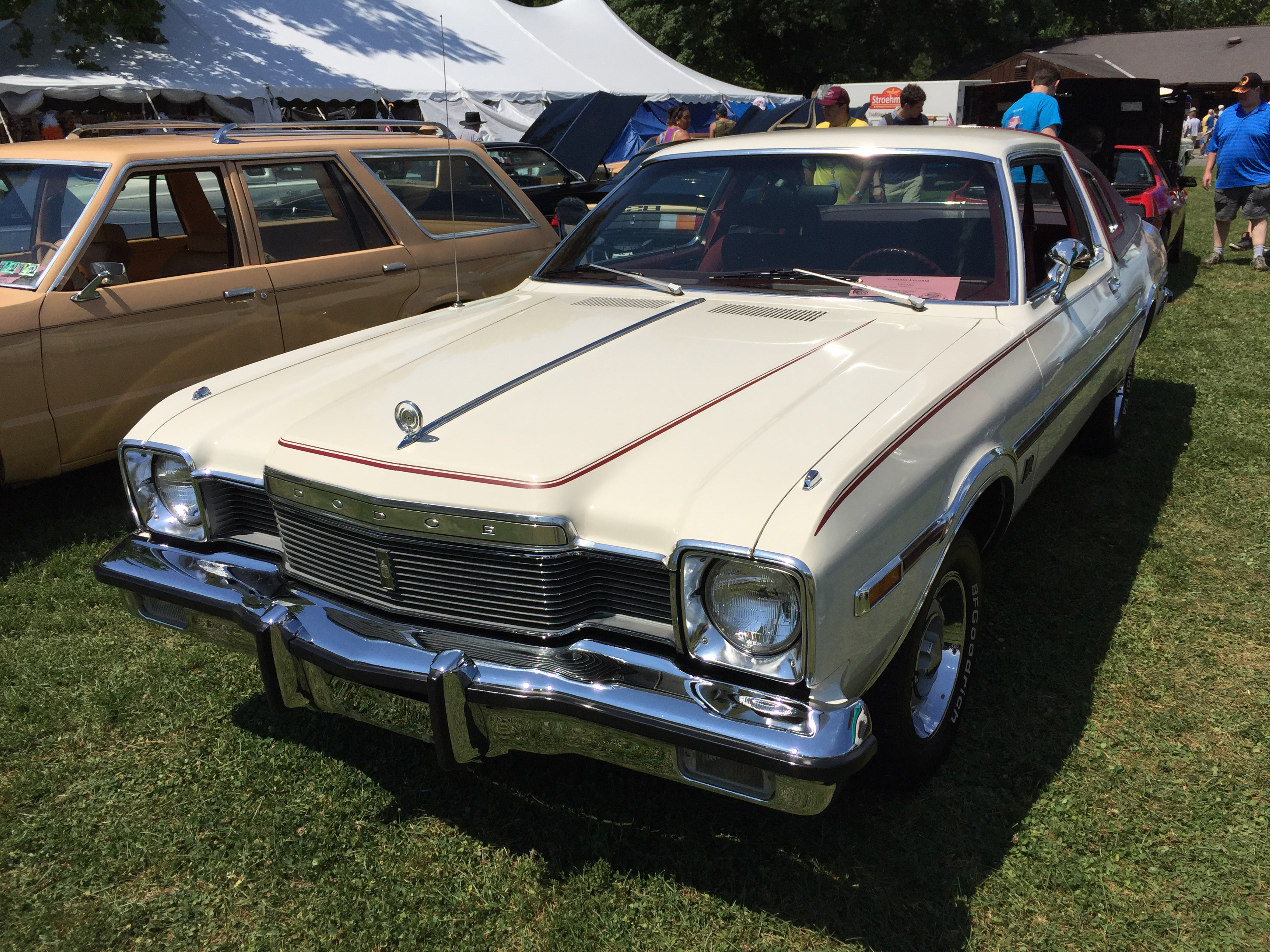
1976 Dodge Aspen SE

El primer año de ventas del Aspen fue recibida de muy buena manera. El reemplazo para el venerable Dart, el Aspen compartiría los mismos motores y estilo de la carrocería de tres volúmenes con su predecesor, pero no mucho más.
El Aspen estaba disponible como un carro de 4 puertas, sedán de 4 puertas o coupé de 2 puertas, que se produjo en tres niveles de acabado - base, Custom y SE (Special Edition). Los cupés contaron con puerta de vidrio sin marco, pero se utilizó un grueso pilar "B", en sustitución de la carrocería de techo rígido popular del dart. El paquete de rendimiento R/T se produjo sólo en el coupé y contó con un 318 pulgadas cúbicas (5,2 L) V8 estándar o un opcional de 360 pulgadas cúbicas V8 (5,9 L), ya sea con un carburador de 2 o de 4 bocas. El 225 pulgadas cúbicas (3,7 L) Slant Six era de serie en toda la línea, este era un motor que permitía un centro de gravedad más bajo y su mantenimiento era fácil y sencillo. el Aspen estaba disponible con una selección de carburador de 1 o 2 bocas. 
La producción total fue 189.900 (Aspen) y 255.008 (Volaré).

## Aspen 1977

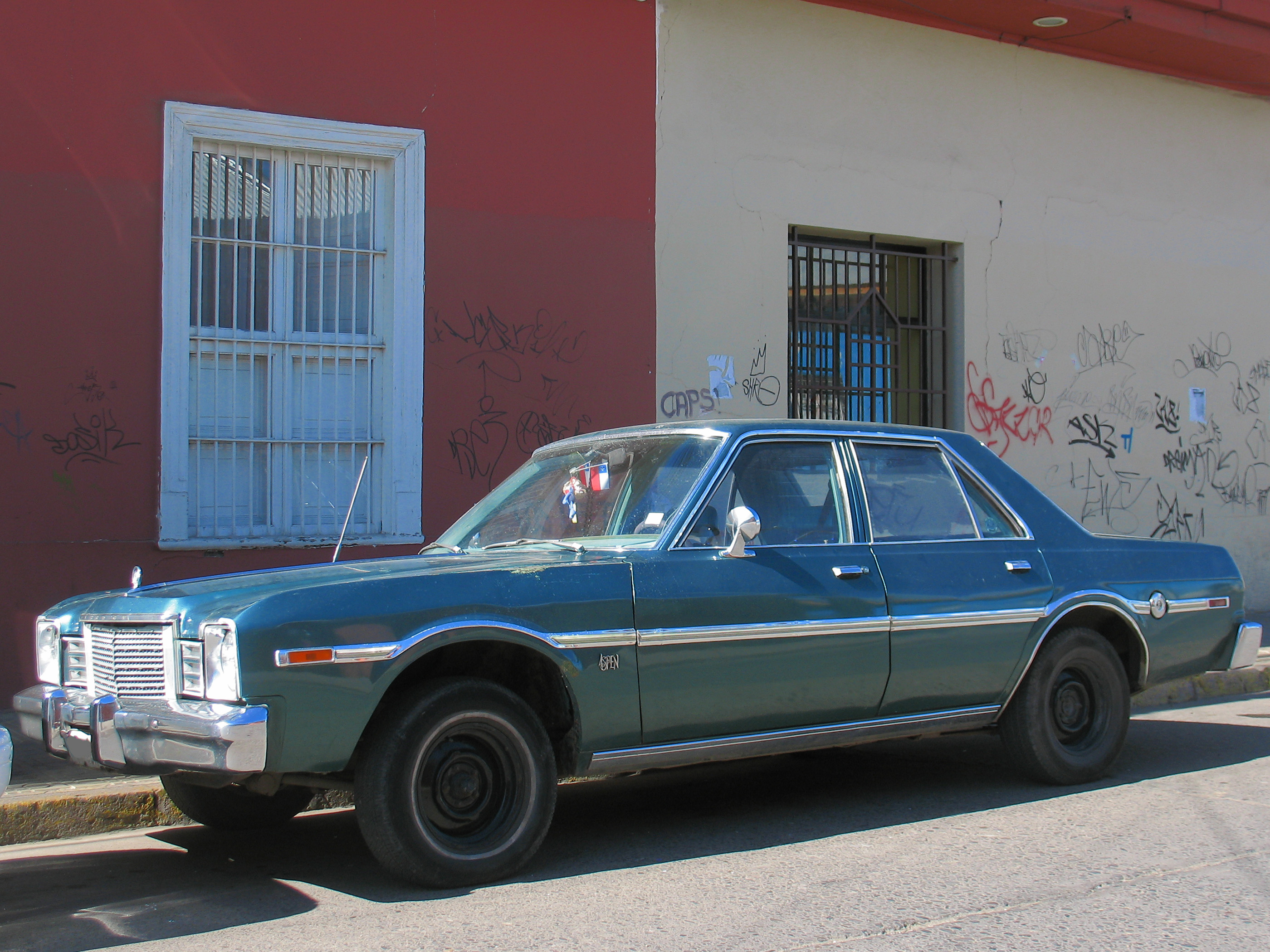
1977 Dodge Aspen Sedan

El segundo año de Aspen era en su mayor arrastre. Una nueva T-top se añadió a las opciones del coupé.  
El paquete R/T añadió una opción de "Super Pack". Este consistía en alerones delanteros y traseros, luces de apertura de la rueda y louvred ventanas traseras. Un kit de banda nueva se añadió también. Un R/T equipado con este paquete se convirtió en un "Super R/T". El Volaré fue el automóvil de mayor venta en Canadá este año. 
La producción total fue 266.012 (Aspen) y 327.739 (Volaré).

## Aspen 1978

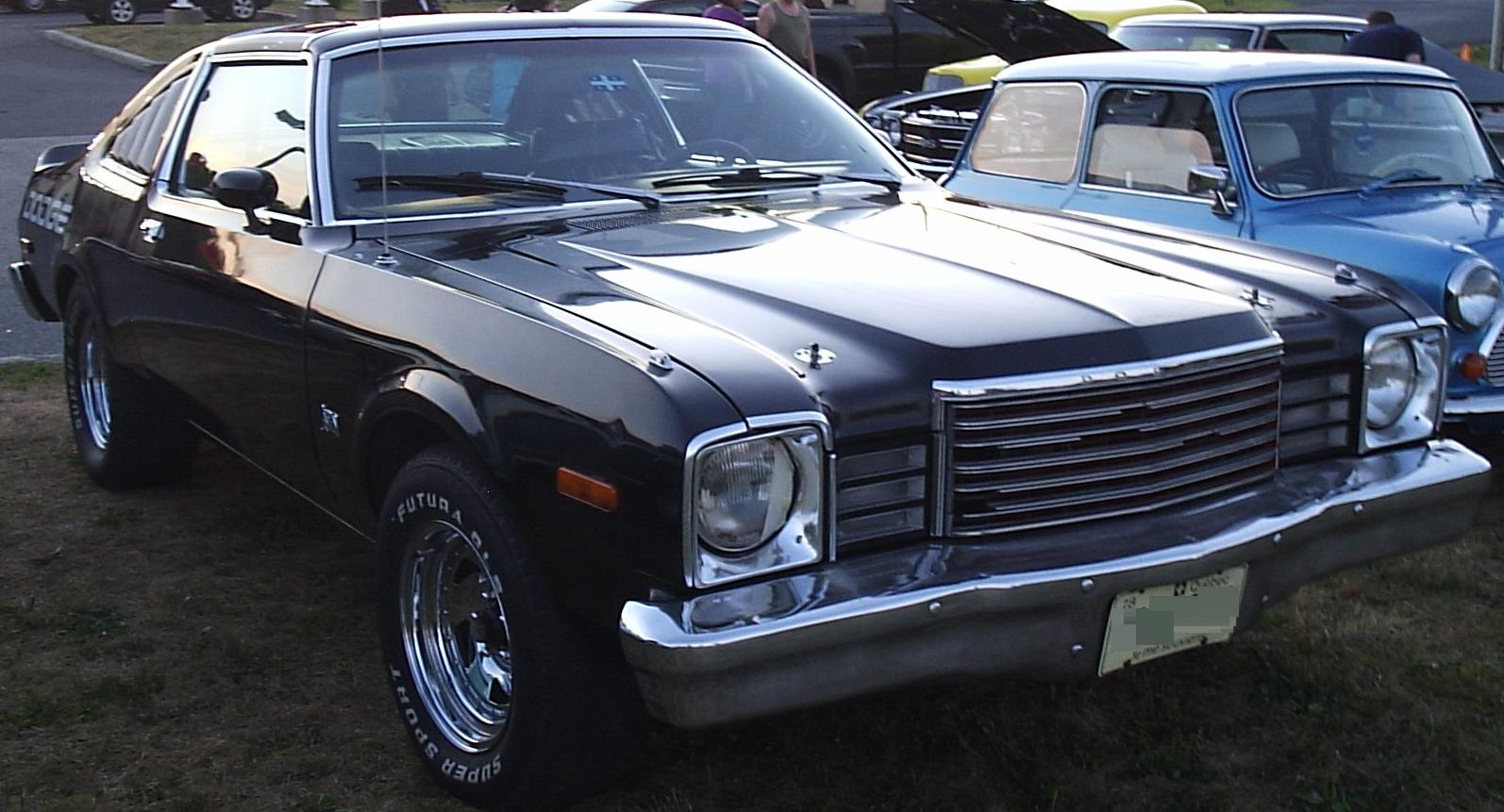
1978 Dodge Aspen Coupe

El Aspen pasó por numerosos cambios para el 1978. Las tres líneas de corte se consolidaron en una sola. Las líneas de encargo y la edición especial todavía estaban disponibles, pero ahora se redujeron a paquetes de opciones. El Aspen también recibió una nueva parrilla frontal, similar a la Volaré, mientras que la parrilla del Volaré fue rediseñado con un patrón de caja de huevos. Chrysler agregó un paquete de ajuste "Duster" en un intento de reforzar el aumento de las ventas basándose en la popularidad de 1970-1976 A-Body del mismo nombre. Hubo nuevos paquetes de rendimiento, el Super Coupe y el kit de coche. Ambos paquetes utilizan los mismos exteriores rendimiento de complementos como el "Super Pack", que ahora se llama el "Sport Pack", pero vino en diferentes colores, así como diferentes opciones.
El Super Coupe viene con neumáticos radiales Goodyear GT GR60x15 montados sobre llantas de 15x8, una suspensión pesada con barra estabilizadora trasera, un acabado negro mate en el capó y llegaron en un solo color - Sable Tan Sunfire metálico. Especial de tres (naranja, amarillo y rojo) rayas separadas del color de la carrocería de los colores negro mate. Sólo 531 fueron construidos.
El kit de carreras, fue realizado en honor a la leyenda de NASCAR Richard Petty, se supone que se veía lo más parecido a un coche de carreras como sea posible. Las ruedas no tenían tapacubos, las llamaradas de apertura rueda había un atornillado en apariencia, e incluso el parabrisas tenía puntos de amarre de metal al igual que los carros de carreras. A diferencia de un carro de carreras, el kit de carreras venían de serie con una transmisión automática. Una adición especial era un kit de calcomanía con grandes puertas montable calcomanías "43" y 360 calcomanías para el capót. Estas calcomanías se colocaban en el maletero ya sea para ser instalado por el distribuidor o por el propietario. Sin embargo la mayoría de la gente, los dejó en el maletero. Sólo se produjo en un color - un especial de color rojo de dos tonos. El kit de carreras podría llegar a ser uno de los más raros de Aspens jamás construido, ya que sólo 145 fueron construidos. 
La producción total llegó a 166.419 (Aspen) y 217.795 (Volaré).

## Aspen 1979

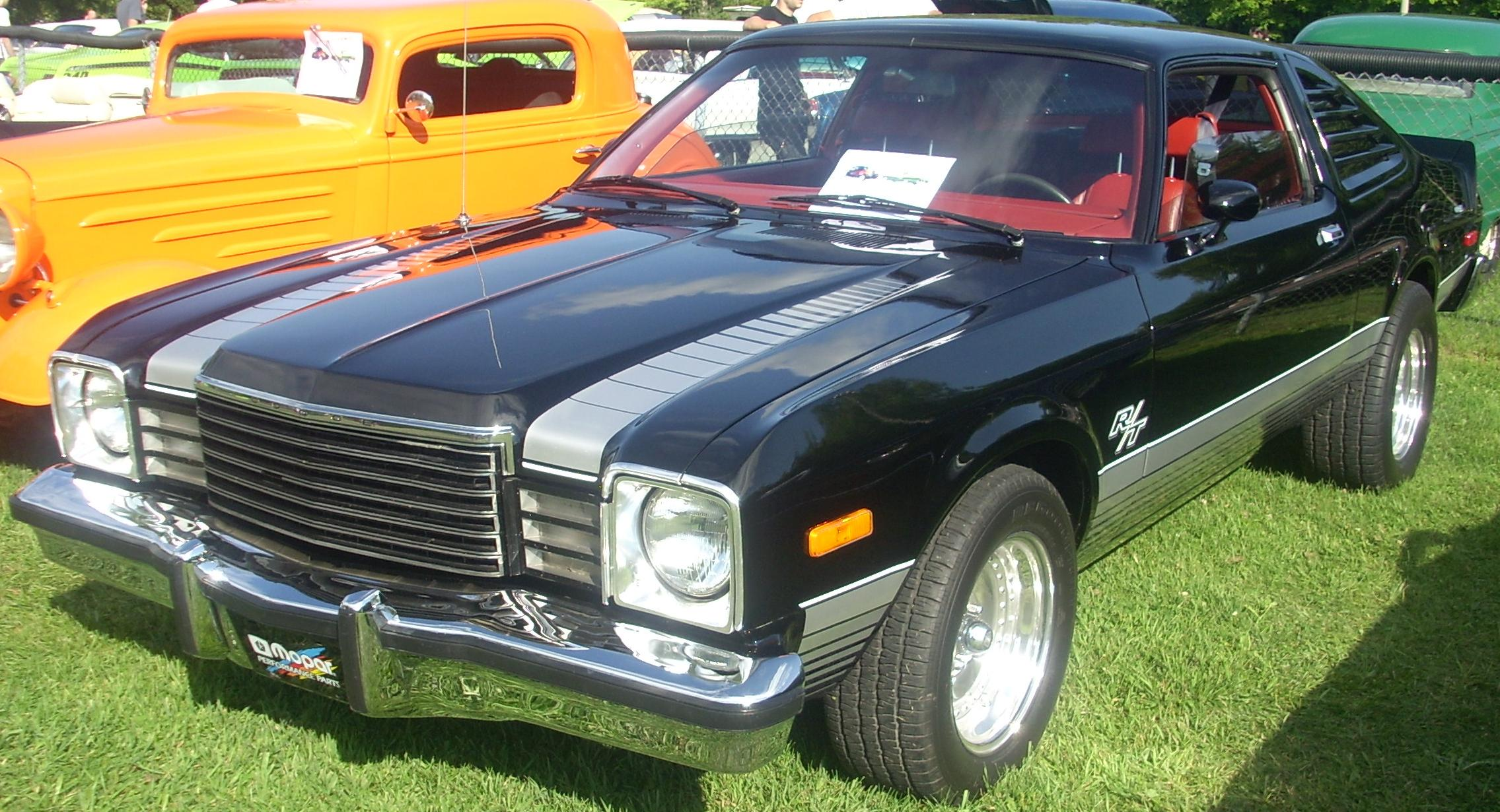
1979 Dodge Aspen R/T Coupe

No hay mucho que cambiaría para el Aspen en su penúltimo año de la producción. El cambio visible fue la sustitución de las señales de giro traseras de color ámbar con los rojos de nuevo. Los paquetes opcionales de 1978 continuó en 1979, con la excepción de los Super Coupe y el kit de carreras. Se han añadido un nuevo indicador de velocidad 85 mph (137 km / h), nuevos colores y un conector de diagnóstico para el motor. la station wagon estaba disponible como una "camioneta deportiva" con rayas especiales, un deflector de aire frontal y rueda bengalas. 
La producción total llegó a 121.354 (Aspen) y 178.819 (Volaré).

## Aspen 1980
Por su último año de producción, el Aspen y Volaré ganaron un nuevo frontal con faros rectangulares, y compartieron el capó, guardabarros y parachoques delantero con el diplomático Dodge. paquetes Premium y Special Edition, estaban disponibles, mientras que el paquete de Special Edition era ahora sólo está disponible en el sedán y coupé. El paquete de ajuste menos popular "Duster" también estaba disponible para el año modelo 1980. El paquete R/T fue instalado sólo en 285 Aspens para este año antes de que el nombre de Aspen, así como el T/R se suspendería. La producción total llegó a 67.318 (Aspen) y 90.063 (Volaré). Las 360 pulgadas cúbicas (5,9 L) V8 se ha colocado dicho año, dejando el 318 en (5.2 L) V8 como la parte superior del motor, incluso para el R/T. La opción de dos carburadores "Super Six" se ha culminado, dejando el Holley 1945 de una sola boca establecido como la única opción. El Dodge Aspen fue sustituido por el de tracción delantera Dodge Aries para el año 1981.

## Mercado Internacional
Entre 1977 y 1979, el pequeño fabricante de automóviles de especialidad suiza Monteverdi construir una versión modificada de este coche, llamada la Sierra, la intención de competir en el mercado de automóviles de lujo de Europa.
El nombre de Dart (en lugar de Aspen) se aplica a los coches de F-body la marca de Dodge en México y Colombia, que corresponde a los coches de F-body de la marca Chrysler Valiant. Los Volarés F-body mexicanos no se comercializan como Plymouth, debido a que la marca se dejó caer después de 1969. Chrysler de México también vende versiones más baratas de los estadounidenses K-coches -Plymouth Reliant y Dodge Aries- (en 1982-1987) y Plymouth Caravelle ( 1988) como Chrysler Volarés. Como cuestión de hecho, el 1988 Chrysler Volaré E (una versión económica del 1988 Plymouth Caravelle con un frontal Reliant 1986-1988 Plymouth unido a él) sirvió como "Policía Federal de Caminos" de 1988 a 1990. Llevó un motor 2.2L Turbo II de Chrysler y la transmisión automática de 3 velocidades (palanca de cambios en el salpicadero, como patrullas estadounidenses) y eran conocidos en México como "Turbo-patrullas".

El Volaré también se conocía como el "Duster" Volaré en Canadá

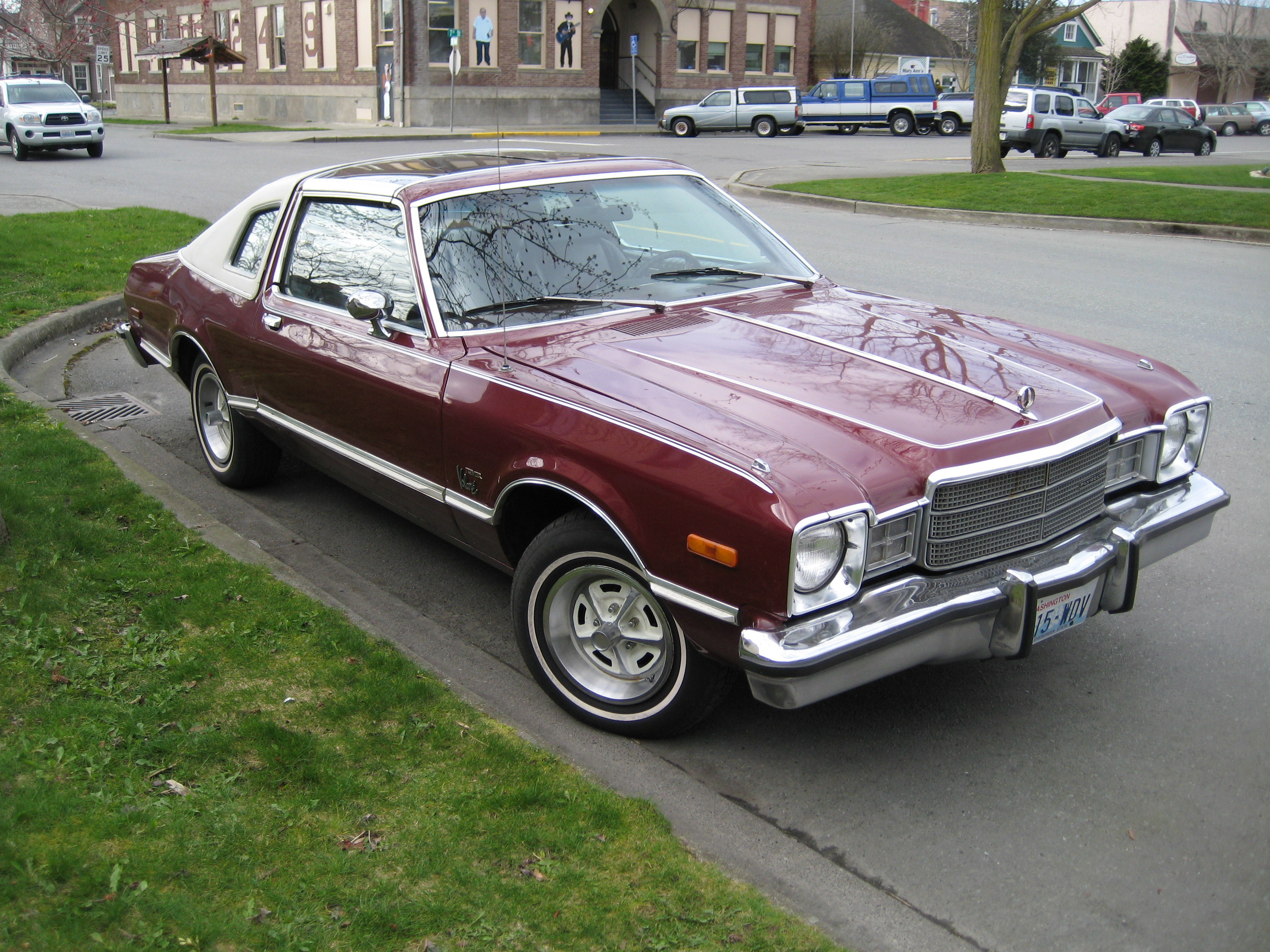
Plymouth Volaré
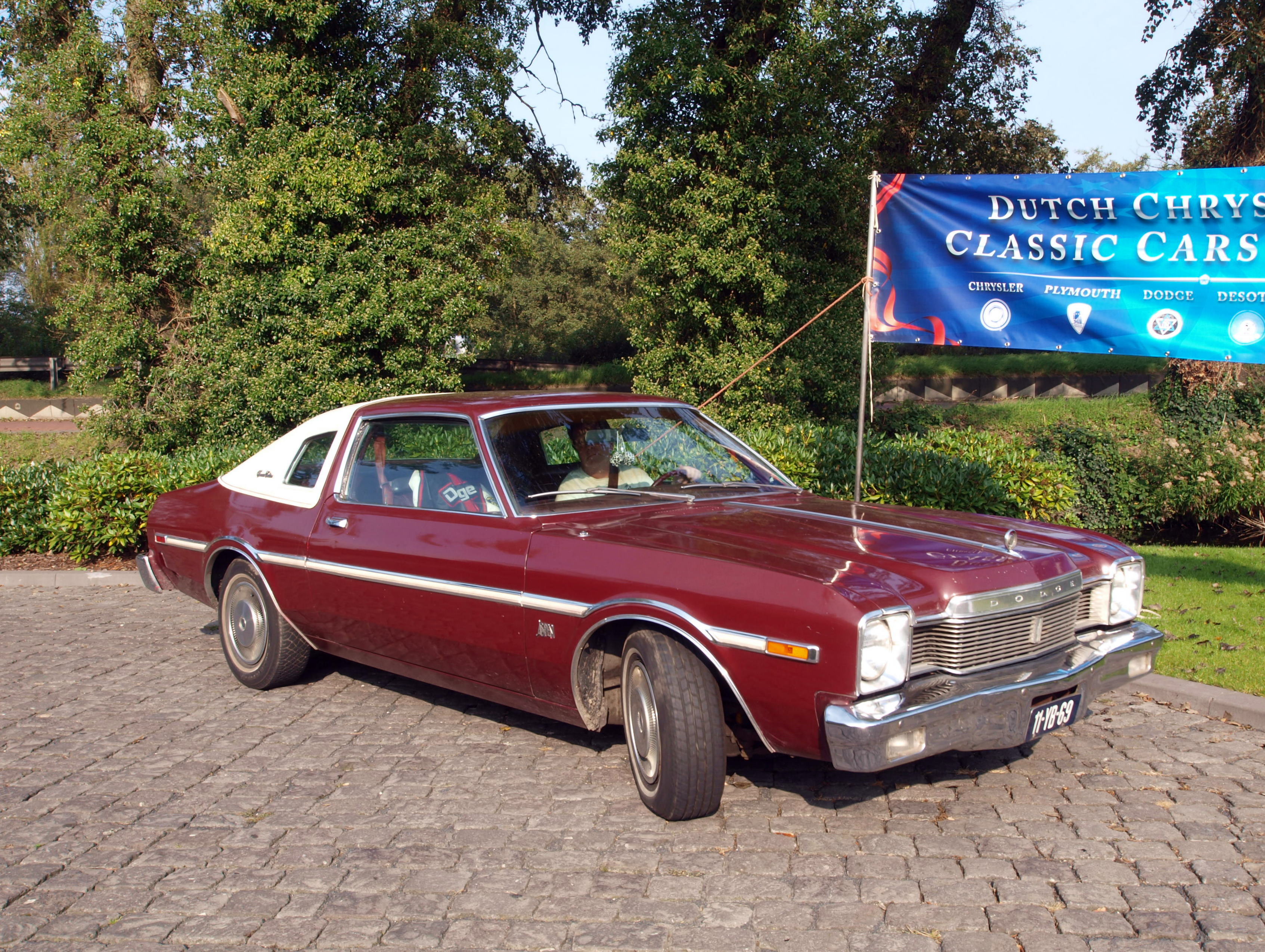
Dodge Aspen